# Lysiopetalum schistazeum
Lysiopetalum schistazeum är en mångfotingart som beskrevs av Karsch 1880. Lysiopetalum schistazeum ingår i släktet Lysiopetalum och familjen Callipodidae. Inga underarter finns listade i Catalogue of Life.